# Jaime Balius
Jaime Balius Mir, né à Barcelone (Catalogne, Espagne) en 1904 et décédé à Hyères (France) en 1980, est un écrivain et journaliste anarchiste espagnol.
Membre de la Fédération anarchiste ibérique et de la Confédération nationale du travail (Espagne) anarcho-syndicaliste, il devient, après les journées de mai 1937 à Barcelone, un des principaux animateurs du groupe des Amis de Durruti.

## Biographie

### Débuts nationalistes
Jaime Balius est issu d'une famille économiquement aisée et bourgeoise de Barcelone. Il obtient son baccalauréat et s'inscrit à la faculté de médecine.
Son tempérament idéaliste le mène dans sa jeunesse vers le nationalisme insurrectionnel du colonel Francesc Macià et du parti politique Estat Català. En 1922, il s'affilie à l'Acció Catalana et prend part aux manifestations catalanistes de 1923. Deux ans plus tard, Balius est un des signataires du manifeste catalaniste de Bandera Negra, et est impliqué dans le "complot de Garraf" contre le roi Alfonso XIII. Il participe aux préparatifs d'une armée catalane secrète et est emprisonné. Peu de temps après, il est remis en liberté et s'exilie en France où l'atmosphère d'adulation des exilés catalans envers le colonel Macià et le peu d'empressement de ce dernier à organiser un véritable soulèvement mènent Jaime Balius au désenchantement envers l'indépendantisme.
Lorsqu'en 1931 survient la proclamation de la Seconde République espagnole, Balius retourne à Barcelone et s'affilie au Bloc Obrer i Camperol (BOC), organisation à mi-chemin entre le nationalisme catalan et le marxisme. Mais Balius est vite déçu par les ambitions dirigistes des chefs du BOC et leur connivence avec la petite bourgeoisie nationaliste.

### Anarchisme et Guerre d'Espagne

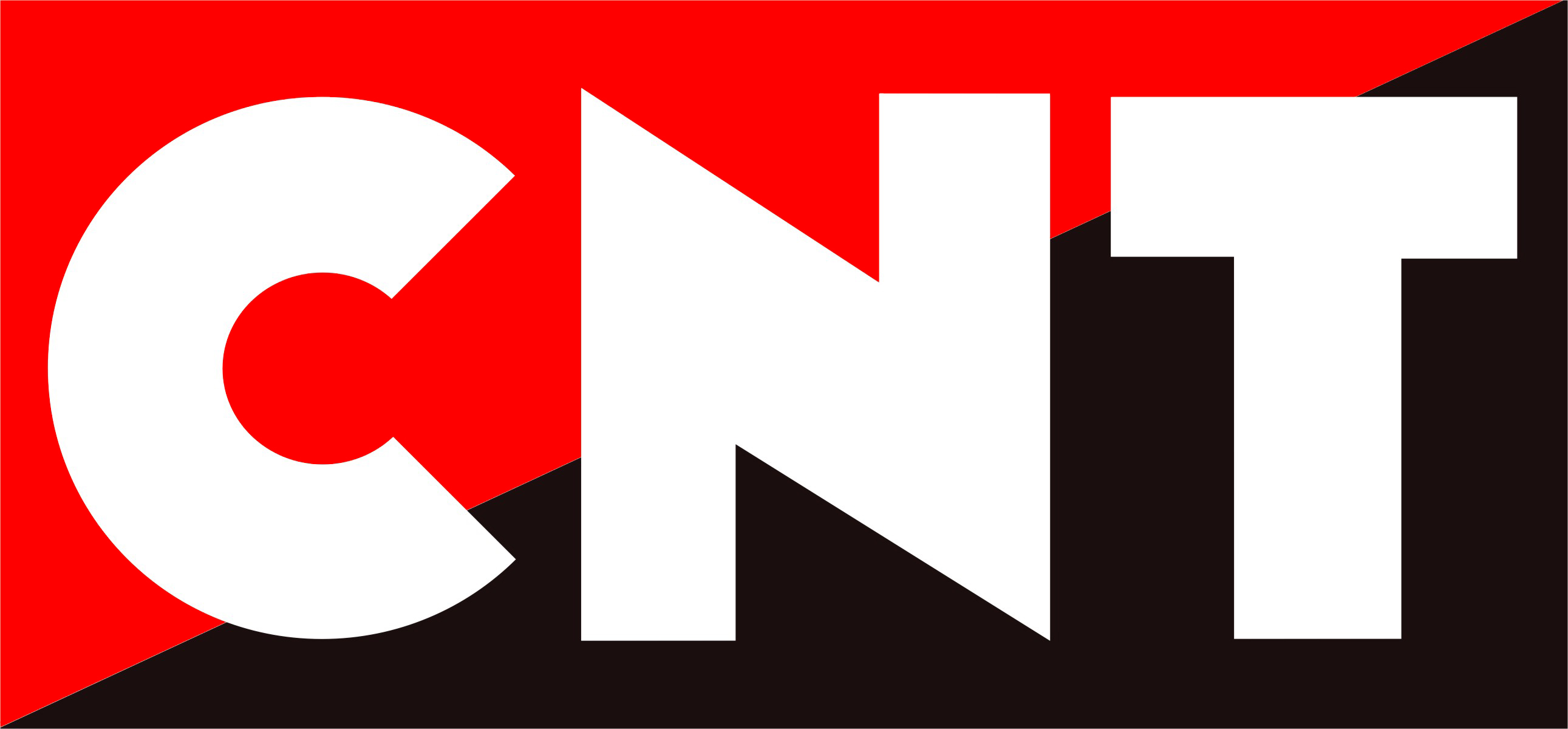
Le logo de la CNT espagnole

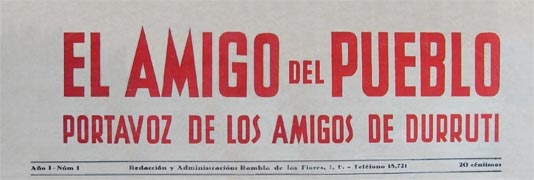
La manchette du premier numéro (1937) du journal El Amigo del Pueblo Portavoz de los Amigos de Durruti, organe des Amis de Durruti.

Impressionné par la Révolte de l'Alt Llobregat de 1932, il devient anarchiste, étant parrainé dans les milieux libertaires par des noms prestigieux comme Pablo Ruiz, Bruno Lladó, Francisco Pellicer, Liberto Callejas, Alejandro Gilabert ou Eusebio Carbó.
Jaime Balius fait partie de la  FAI à partir de 1932 et à la CNT depuis 1936. Une fois commencée la Guerre civile espagnole en juillet 1936, Balius est élu vice-président du syndicat des journalistes et rentre dans le Grup Sindical d'Escriptors Catalans. Il écrit pour des journaux tels que Ideas, Ruta, Superación et Tiempos Nuevos. Le 26 janvier 1937, on lui offre de prendre la direction du quotidien La Noche, ancien organe pro-Manuel Azaña désormais entre les mains des travailleurs.
Balius écrit également dans la presse libertaire du moment : Tierra y Libertad, Solidaridad Obrera, Solidaridad, CNT, Cultura Obrera, Despertar et Más Lejos.
Le 15 mars 1937, Balius fonde le Groupe des Amis de Durruti (en espagnol, Agrupación de los Amigos de Durruti) avec Francisco Pellicer, Francisco Carreño, Félix Martínez et Pablo Ruiz, anciens membres de la Colonne Durruti. Leur objectif est de lutter contre ce qu'ils considèrent comme une position réformiste de la CNT, et l'abandon des acquis de 1936. Ils sont en désaccord avec la participation ministérielle de la CNT au gouvernement central et au gouvernement catalan, ainsi qu'avec la militarisation, sous le contrôle politique du gouvernement, des milices de travailleurs.
Le programme des Amis de Durruti incluait les points suivants :
- Destruction immédiate de l'économie capitaliste et de toute forme d'État. Établissement du communisme libertaire.
- Remplacement de l'État et du capitalisme par les syndicats comme institutions économiques, les municipalités comme institutions politiques, et la fédération comme moyen pour établir les liens entre syndicats et municipalités.

Selon l'historien Miguel Amorós, les Évènements de mai 1937 à Barcelone sont la conséquence de l'action révolutionnaire des Amis de Durruti. La mouvance des Amis de Durruti, depuis l'intérieur de la CNT, a été le seul groupe politique de la zone républicaine en mesure de proposer un véritable programme révolutionnaire visant à fixer des objectifs concrets à la révolution spontanée des masses commencée en juillet 1936. Amorós inclut parmi les forces contre-révolutionnaires les dirigeants de la CNT (Federica Montseny, García Oliver, Abad de Santillán) qui s'opposèrent aux initiatives des Amis de Durruti.
Les Amis de Durruti éditent à partir du 19 mai 1937 le journal El Amigo del Pueblo (titre en référence à L'Ami du peuple de Marat). Dès le numéro 4 d'El Amigo del Pueblo, le directeur de la publication, Jaime Balius, est arrêté et le local du journal, sur les Ramblas, fermé par la police.
À la suite des Journées de mai 1937 à Barcelone, durant lesquelles Balius et ses amis se rapprochent des militants du POUM dans les combats de rue, le siège du Groupe des Amis de Durruti est fermé par la police gouvernementale pro-stalinienne tandis que Balius est emprisonné. Il est libéré peu après. Les Amis de Durruti sont exclus de la CNT-FAI à la suite de leurs prises de positions antigouvernementales lors de ces journées insurrectionnelles de mai 1937, tandis que la CNT appelait les ouvriers au calme.
En janvier 1938, il publie un de ses textes les plus connus, Vers une nouvelle révolution (en espagnol, "Hacia una nueva revolución").

### L'exil, 1939-1980
La guerre s'achève en Catalogne en janvier 1939 et Jaime Balius prend pour la deuxième fois le chemin de l'exil en France où il fonde le Groupe franco-espagnol des Amis de Durruti (Grupo franco-español de "Los Amigos de Durruti"). Au moment de l'invasion nazie du territoire français, Balius parvient à quitter la France en 1940 dans le dernier navire affrété par le Service d'Évacuation des Réfugiés espagnols (SERE). Balius débarque à Saint-Domingue d'où il rejoint Cuba, puis le Mexique où il séjourne pendant dix-sept ans (il y séjourne quelques mois chez Grandizo Munis). Dans la misère la plus absolue et de plus en plus malade, il est en contact avec l'historien Burnett Bolloten qui l'aide financièrement.
En 1961, Balius revient à Paris où il devient rédacteur des journaux Le Combat Syndicaliste et Tierra Libre, publications de la CNT en exil.
En 1978, l'historien britannique Paul Sharkey traduit et publie en anglais Vers une nouvelle révolution avec une nouvelle préface de Balius intitulée "Il y a 40 ans...".
Jaime Balius décède à la résidence Beau Séjour à Hyères, près de Toulon, un jour de décembre 1980.
En 2003, Miguel Amorós publie une importante étude sur Balius et les Amis de Durruti (La Revolución traicionada).

## Publications

### Ouvrages
- Vers une nouvelle révolution, Toulouse, éditions Le Coquelicot, 2014.

### Ouvrages collectifs
- Le message révolutionnaire des "amis de Durruti" : Espagne 37, Les Amis de Durruti, Daniel Guerin (préface), Paris, éditions Le Fil du Temps, 2000[11]

### Articles
- (en) In self defence : I demand an explanation, El Amigo del Pueblo, n°4, 22 juin 1936, texte intégral.

## Notices
- (es) Cet article est partiellement ou en totalité issu de l’article de Wikipédia en espagnol intitulé « Jaime Balius » (voir la liste des auteurs).
- Notices d'autorité :   - VIAF
  - ISNI
  - BnF (données)
  - IdRef
  - LCCN
  - GND
  - Catalogne
  - Tchéquie
  - WorldCat
- Dictionnaire international des militants anarchistes : notice biographique.
- L'Éphéméride anarchiste : notice biographique.
- Centre International de Recherches sur l'Anarchisme (Lausanne) : notice bibliographique.
- Centre International de Recherches sur l'Anarchisme (Marseille) : notice bibliographique.
- René Bianco : 100 ans de presse anarchiste : notice.
- (en) Nick Heath, Balius Mir, Jaime, 1904-1980, Libcom, notice biographique.
- (es) Miguel Iñiguez, Esbozo de una Enciclopedia histórica del anarquismo español, Fundación de Estudios Libertarios Anselmo Lorenzo, Madrid, 2001, page 64.